# Крайні точки Італії
Це список крайніх географічних точок Італії

## Координати
- Північ: 47°5′ пн. ш. 12°11′ сх. д. / 47.083° пн. ш. 12.183° сх. д.
Testa Gemella Occidentale[it] (нім. Westlicher Zwillingskopf), муніципалітет Предої, на кордоні з Австрією,
- Південь: 43°40′ пн. ш. 25°22′ сх. д. / 43.667° пн. ш. 25.367° сх. д.
о. Лампедуза, муніципалітет Лампедуза-е-Ліноза 35°29′ пн. ш. 12°36′ сх. д. / 35.483° пн. ш. 12.600° сх. д.[1]
материкова частина: мис Спартівенто, муніципалітет Реджо-Калабрія 37°56′ пн. ш. 16°3′ сх. д. / 37.933° пн. ш. 16.050° сх. д.
- Захід: 45°6′ пн. ш. 6°37′ сх. д. / 45.100° пн. ш. 6.617° сх. д.
Rocca Bernauda[it] (фр. Roche Bernaude), муніципалітет Бардонеккія, на кордоні з Францією,
- Схід: 40°6′ пн. ш. 18°31′ сх. д. / 40.100° пн. ш. 18.517° сх. д.
мис Отранто, муніципалітет Отранто.

## Відносно рівня моря
- Найвища: пік Монблан, Альпи, (4807,5 м), 45°50′ пн. ш. 6°51′ сх. д. / 45.833° пн. ш. 6.850° сх. д.[2]
- Найнижча: Контане, муніципалітет Йоланда-ді-Савоя (-3.44 м) 44°53′ пн. ш. 11°59′ сх. д. / 44.883° пн. ш. 11.983° сх. д.